# Mihajlo Biberčić
Mihajlo Biberčić (23 settembre 1968) è un allenatore di calcio ed ex calciatore serbo naturalizzato islandese, di ruolo attaccante.

## Biografia
Mihajlo Biberčić (o Biberdzic), detto Mikki. È sposato e ha due figlie: Ivona e Alexandra.

## Carriera

### Club
Biberčić cominciò la sua carriera tra la prima e la seconda divisione del campionato jugoslavo. Lega il suo nome al FK Radnički Kragujevac, con il quale diventa anche capocannoniere della seconda serie. Vanta anche un'esperienza in Germania. Giocò anche la prima storica stagione del Pristina in massima serie, nel 1992-1993, conclusasi però con la retrocessione del club. La sua carriera raggiunse l'apice con l'arrivo in Islanda proprio dalle file del Pristina. Il primo club a ingaggiarlo fu l'Íþróttabandalag Akraness, con cui conquistò tre campionati nazionali, oltre a una scarpa d'oro del campionato, grazie ai 14 goal messi a segno nella Úrvalsdeild '94, primo non islandese a vincere il trofeo, nonché un titolo di capocannoniere della Coppa di Lega, nel 1996. Ebbe modo, inoltre, e per tre anni consecutivi, di superare i turni preliminari così da poter partecipare alle fasi finali delle tre maggiori coppe europee: UEFA Champions League 1993-1994 e Coppa UEFA 1994-1995 con l'Íþróttabandalag Akraness e Coppa delle Coppe 1995-1996 con il KR Reykjavik. La vittoria per 1-0 dell'IA Akranes contro il Feyenoord di Champions League, avvenuta il 15 settembre 1993, e la doppietta segnata in KR-Everton di Coppa delle Coppe, datata 14 settembre 1995, lo hanno inserito di diritto tra le leggende di entrambi i club islandesi. Biberčić ha segnato complessivamente 52 reti nella massima serie islandese, risultato che lo pone nella classifica dei migliori 25 realizzatori di sempre della competizione. Nel 1999, Biberčić torna a giocare in patria; ma, nel 2004, prima di ritirarsi definitivamente dal calcio giocato, torna brevemente a giocare in Islanda, prima con lo Stjarnan e, in seguito, con il Vikingur.

### Nazionale
Biberčić ha giocato anche per le nazionali giovanili della Iugoslavia.

### Allenatore
Nel 2015, Biberčić siede sulla panchina del Kormákur/Hvöt, squadra di quarta divisione islandese.

## Palmarès

### Club

#### Competizioni nazionali
- Campionato islandese: 3

IA Akranes: 1993, 1994, 1996
- Coppa d'Islanda: 3

IA Akranes: 1993, 1996
KR Reykjavik: 1995
- Coppa di Lega islandese: 1

IA Akranes: 1996

### Individuali
- Scarpa d'oro del campionato islandese: 1

1994 (14 gol)
- Capocannoniere della Coppa d'Islanda: 1

1996 (11 gol)